# Nino Castelnuovo
Nino Castelnuovo, all'anagrafe Francesco Castelnuovo (Lecco, 28 ottobre 1936 – Roma, 6 settembre 2021), è stato un attore italiano.

## Biografia
Secondogenito di quattro fratelli (due maschi, Pierantonio e Clemente, e una femmina, Marinella), incomincia a lavorare ancora bambino a Castello, rione di Lecco. Dopo aver praticato la ginnastica artistica e il ballo, nel 1955 si trasferisce a Milano, dove diventa allievo della scuola del Piccolo Teatro di Milano di Giorgio Strehler.

Nino Castelnuovo con Claudia Cardinale in Un maledetto imbroglio (1959) di Pietro Germi

Inizia quindi a lavorare per la televisione nel 1957, anno in cui partecipa come mimo al programma Zurlì il mago del giovedì, di Cino Tortorella (tra i suoi compagni mimi vi sono Renata Padovani, Gabriella Durano Galvani, Relda Ridoni e Sergio Le Donne). Esordisce poi al cinema in Un maledetto imbroglio (1959) di Pietro Germi, e prosegue interpretando ruoli secondari da attor giovane in numerose pellicole, alcune delle quali anche di rilievo come Il gobbo (1960) di Carlo Lizzani e Rocco e i suoi fratelli (1960) di Luchino Visconti.
L'occasione internazionale arriva con il musical francese Les Parapluies de Cherbourg (1964) di Jacques Demy, un film interamente cantato, in cui interpreta la parte del protagonista accanto a una giovane Catherine Deneuve. Il film ottiene all'estero consensi di critica e di pubblico e vince la Palma d'oro a Cannes, ma passa quasi inosservato in Italia per la idiosincrasia del pubblico italiano nei confronti dei musical, ancor più se sottotitolati.
In compenso, qualche anno più tardi, Castelnuovo diverrà uno degli attori più popolari in Italia grazie al ruolo di Renzo Tramaglino nella riduzione televisiva di I promessi sposi, andata in onda sul primo canale della Rai nel 1967, per la regia di Sandro Bolchi. Le sue scelte successive hanno privilegiato la televisione, dove ha preso parte a numerosi sceneggiati che hanno fatto seguito al primo grande successo; da ricordare Ritratto di donna velata (1974), con Daria Nicolodi. In radio nel gennaio 1975 è il conduttore di turno per tutto il mese di "Voi ed Io" lo storico programma d'intrattenimento radiofonico del mattino sul Programma Nazionale Radiorai tutti i giorni dal lunedì al sabato dalle 9 alle 11.In televisione dal 3 ottobre 1976 e fino al 6 gennaio 1977 è il commissario Cremonesi che insieme ad Alberto Lupo (commissario Serra) si alterna ogni settimana nella risoluzione dei casi nei gialli d'ambiente inseriti nel programma "Chi?" abbinato alla Lotteria Italia 1976/77 e condotto da Pippo Baudo alle 17.00 all'interno di Domenica In con Corrado. Nel 1976 subisce una grave perdita familiare, quando suo fratello Pierantonio viene picchiato a morte da un gruppetto di giovani legati al clan ndranghetista dei Coco Trovato. Nel 1994 un'altra grave perdita per la morte, in un incidente stradale, dell'altro fratello Clemente.
Recita in uno dei più premiati film di tutti i tempi, Il paziente inglese (1996), nei panni dell'entusiasta archeologo italiano D'Agostino. Il pubblico lo ricorda ancora per la sua lunga carriera di atletico testimonial nella pubblicità dell'olio Cuore, in cui veniva ripreso nell'atto di saltare una staccionata. Nel 2013 Castelnuovo ha vestito i panni dello spregiudicato giudice Savio, nella serie Le tre rose di Eva 2, ruolo che ha continuato a ricoprire anche nella terza stagione della serie televisiva nel 2015. 
Colpito già a 35 anni da un glaucoma che lo rese poi ipovedente, è morto a Roma il 6 settembre 2021 dopo una lunga malattia. Aveva 84 anni.

## Vita privata
Aveva un figlio, Lorenzo, nato nel 1992 dalla relazione con l'attrice Danila Trebbi, ed è stato sposato dal 2010 fino alla sua morte con l'attrice Maria Cristina Di Nicola.

## Filmografia

### Cinema

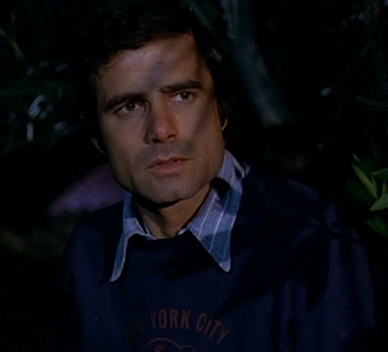
Castelnuovo in Quella età maliziosa (1975)

- Un maledetto imbroglio, regia di Pietro Germi (1959)
- Il gobbo, regia di Carlo Lizzani (1960)
- La garçonnière, regia di Giuseppe De Santis (1960)
- Rocco e i suoi fratelli, regia di Luchino Visconti (1960)
- La sposa bella (The Angel Wore Red), regia di Nunnally Johnson (1960)
- Tutti a casa, regia di Luigi Comencini (1960)
- Giorno per giorno, disperatamente, regia di Alfredo Giannetti (1961)
- Laura nuda, regia di Nicolò Ferrari (1961)
- Un giorno da leoni, regia di Nanni Loy (1961)
- Giallo a Firenze (Escapade in Florence), regia di Steve Previn (1962)
- Il giorno più corto, regia di Sergio Corbucci (1963)
- La smania addosso, regia di Marcello Andrei (1963)
- Les Parapluies de Cherbourg, regia di Jacques Demy (1964)
- Sette contro la morte, regia di Edgar G. Ulmer e Paolo Bianchini (1964)
- Una sporca faccenda, regia di Roberto Mauri (1964)
- Il lavoro, episodio di Made in Italy, regia di Nanni Loy (1965)
- Racconti a due piazze (Le lit à deux places), registi vari (1965)
- La taglia (The Reward), regia di Serge Bourguignon (1965)
- Andremo in città, regia di Nelo Risi (1966)
- Le creature (Les créatures), regia di Agnès Varda (1966)
- Le colt cantarono la morte e fu... tempo di massacro, regia di Lucio Fulci (1966)
- Un mondo nuovo (Un monde nouveau), regia di Vittorio De Sica (1966)
- La cintura di castità, regia di Pasquale Festa Campanile (1967)
- Rose rosse per il führer, regia di Fernando Di Leo (1968)
- L'amore, episodio di Amore e rabbia, regia di Jean-Luc Godard (1969)
- Camille 2000, regia di Radley Metzger (1969)
- Certo, certissimo, anzi... probabile, regia di Marcello Fondato (1969)
- Mercanti di vergini, regia di Renato Dall'Ara (1969)
- Salvare la faccia, regia di Rossano Brazzi (1969)
- Un esercito di 5 uomini, regia di Italo Zingarelli (1969)
- Il divorzio, regia di Romolo Guerrieri (1970)
- Bella di giorno moglie di notte, regia di Nello Rossati (1971)
- Colpo grosso... grossissimo... anzi probabile, regia di Tonino Ricci (1972)
- Ordine Interpol: senza un attimo di tregua (Gott schützt die Liebenden), regia di Alfred Vohrer (1973)
- Il prato macchiato di rosso, regia di Riccardo Ghione (1973)
- Il rompiballe (L'emmerdeur), regia di Édouard Molinaro (1973)
- Male d'amore (Un amour de pluie), regia di Jean-Claude Brialy (1974)
- Amore mio spogliati... che poi ti spiego!, regia di Fabio Pittorru e Renzo Ragazzi (1975)
- La collegiale, regia di Gianni Martucci (1975)
- Nude per l'assassino, regia di Andrea Bianchi (1975)
- Quella età maliziosa, regia di Silvio Amadio (1975)
- Sette uomini d'oro nello spazio, regia di Alfonso Brescia (1979)
- L'univers de Jacques Demy, regia di Agnès Varda (1995)
- Il paziente inglese (The English Patient), regia di Anthony Minghella (1996)
- Qui scorre il fiume, regia di Francesco Paladino (2008)
- Il sottile fascino del peccato, regia di Franco Salvia (2010)

### Televisione
- 1957 - Il trionfo del diritto (commedia di Nicola Manzari, regia di Mario Landi)
- 1957 - Zurlì il mago del giovedì
- 1959 - Monetine da cinque lire
- 1962 - Disneyland
- 1967 - I promessi sposi
- 1967 - L'ospite segreto
- 1968 - Addio giovinezza!
- 1968 - Il mestiere di vincere
- 1970 - Three Coins in the Fountain
- 1972 - Il bivio
- 1972 - Il socio
- 1972 - Sul filo della memoria
- 1973 - Scontro di notte
- 1973 - Vino e pane
- 1974 - Corpo 36
- 1974 - La voce della tortora
- 1974 - L’acqua cheta
- 1974 - Ritratto di donna velata
- 1975 - La signora Ava
- 1975 - Lo strano caso di via dell'Angeletto
- 1976 - A casa, una sera...
- 1976 - Chi?, spettacolo abbinato alla Lotteria Italia
- 1978 - La gatta
- 1979 - Le affinità elettive, regia di Gianni Amico
- 1979 - Racconti fantastici
- 1979 - Luigi Ganna detective
- 1984 - Un delitto
- 1985 - A viso coperto
- 1986 - Affari di famiglia
- 1986 - Lasciamoci così
- 1986 - Rose
- 1987 - Carla. Quattro storie di donne
- 1987 - Vida privada
- 1993 - Amico mio
- 1996 - Il maresciallo Rocca
- 1999 - Non lasciamoci più
- 2000 - Nando dell'Andromeda
- 2001 - Con gli occhi dell'assassino
- 2003 - Incantesimo 6
- 2003 - Senza la parola fine
- 2003 - Tutti i sogni del mondo
- 2006 - Questa è la mia terra
- 2013-2015 - Le tre rose di Eva
- 2016 - The Legacy Run - La corsa ai soldi, regia di Massimiliano Mazza

Partecipa inoltre alla rubrica pubblicitaria televisiva Carosello pubblicizzando: nel 1968, con Laura Antonelli, Fabio Testi e Leo Gavero, la Coca Cola e nel 1976 l'olio Cuore della Chiari & Forti.

## Doppiatori
- Massimo Turci in Un maledetto imbroglio, Giorno per giorno disperatamente, La cintura di castità, Un esercito di 5 uomini, Colpo grosso...grossissimo...anzi probabile, Il divorzio
- Pino Locchi in Il gobbo
- Gianni Marzocchi in Giallo a Firenze (parti cantate)
- Corrado Pani in Sette contro la morte
- Pino Colizzi in Made in Italy
- Oreste Lionello in Le colt cantarono la morte e fu... tempo di massacro
- Renato Izzo in Salvare la faccia
- Vittorio De Angelis in Giallo a Firenze (doppiaggio tardivo)